# Ángel Dotor

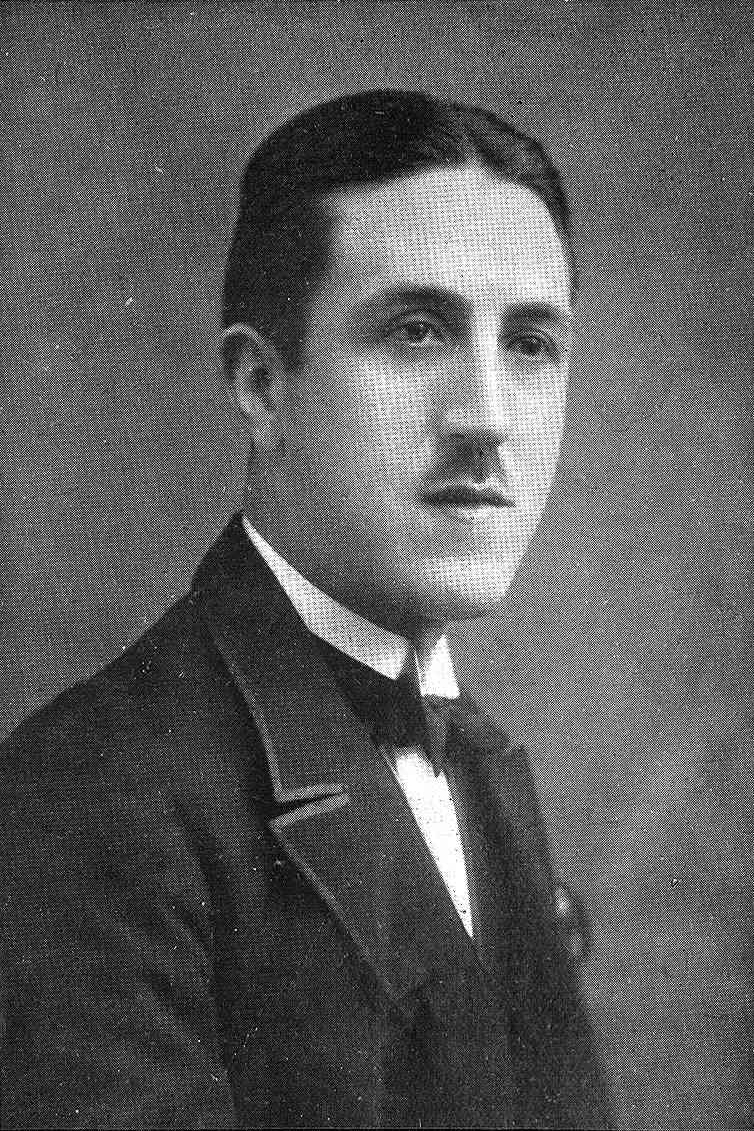
Retrato de Ángel Dotor (La Esfera, 1928)

Ángel Dotor Municio (Argamasilla de Alba, 1898-Madrid, 1986) fue un escritor e historiador del arte español.

## Biografía
Nacido en la localidad ciudadrealeña de Argamasilla de Alba en 1898, estudió magisterio. Fue amigo de Guillermo de Torre y colaboró en algunas de las revistas del ultraísmo como Alfar, Cervantes y Cosmópolis. Escribió algunos artículos en periódicos presentando la nueva estética y el libro Mirador (Madrid: Crítica, 1929). Perteneció a la Asociación Española de Amigos de los Castillos, cuyo Boletín dirigió, y colaboró en la Revista Geográfica Española. Publicó numerosos libros con fotografías de castillos de toda España y texto suyo. Desde los años 1950 fue correspondiente de la Real Academia de Bellas Artes de San Fernando. Es padre del también escritor Santiago Dotor (Aguilafuente, Segovia, 1923). Falleció el 21 de febrero de 1986 en Madrid.
Su obra se compone sobre todo de monografías sobre pintores, castillos y catedrales, y algunos trabajos biográficos y geográficos.

## Obra
- La catedral de Burgos. Guía histórico-descriptiva. Burgos: Hijos de Santiago Rodríguez 1928 *Mirador. (Las Letras y el Arte Contemporáneos 1924 1929). Madrid: Imp. Artística de Sáez , 1929.
- Enciclopedia gráfica. La Mancha y el Quijote. Barcelona, 1930.
- La Mancha y el Quijote. Barcelona: Cervantes,  1930
- María Enriqueta y su obra. Madrid: Aguilar, 1943.
- Don Quijote y el Cid. El alma de Castilla. Madrid Editora Nacional. 1945 (2.º edición muy aumentada en 1965 con el título sólo de Don Quijote y el Cid)
- Cuatro pintores españoles del Siglo de Oro. Morales. Sánchez Coello. Roelas. Ribalta. Gerona: Dalmáu Carles, 1947
- Carlos Pereyra y su obra. Madrid Aguilar Ediciones 1948
- Hernán Cortes: El Conquistador Invencible Madrid: Ed. Gran Capitán, 1948.
- Catedrales de España: guía histórico-descriptiva. Madrid: Revista Geográfica Española, 1961.
- Jovellanos. Estudio y antología. Madrid: Compañía Bibliográfica Española, 1964.
- Mujeres célebres. Figuras de la Historia a las que un destino excepcional hizo fulgurar en un mundo avasallado por los hombres (Santa Elena, La Gioconda, Juana de Arco, Ana Bolena, Pardo Bazán... Barcelona: Bruguera, 1970.